# Oxynoemacheilus kiabii
Oxynoemacheilus kiabii és una espècie de peix pertanyent a la família dels balitòrids i a l'ordre dels cipriniformes.

## Etimologia
L'epítet kiabii fa referència al zoòleg Bahram H. Kiabi de la Universitat Shahid Beheshti (l'Iran) per les seues contribucions en la conservació dels vertebrats iranians (sobretot, dels peixos).

## Descripció
Es diferencia dels seus congèneres pels següents trets: 2 porus laterals a cada banda del canal supratemporal. Absència de porus central. Mascles sense plec suborbital. Aleta caudal lleugerament emarginada. Línia lateral incompleta. Cap força allargat. Taques grans, allargades i verticals als flancs, les quals són més prominents darrere de la base de l'aleta dorsal.

## Hàbitat i distribució geogràfica
És un peix d'aigua dolça, demersal i de clima subtropical, el qual viu a Àsia: la conca del riu Karkheh a l'Iran.

## Observacions
És inofensiu per als humans i el seu índex de vulnerabilitat és baix (18 de 100).